# Aluvión de Yungay de 1970
El aluvión de Yungay de 1970 ocurrió el 31 de mayo de 1970, cuando una avalancha de escombros y una avalancha de lodo provocada por el terremoto de Áncash destruyó la ciudad peruana de Yungay y diez aldeas cercanas, dejando hasta 30.000 muertos. Es la avalancha o desastre relacionado con glaciares más mortal de la historia,: 16  y el tercer o cuarto desastre relacionado con deslizamientos de tierra más mortíferos del siglo XX, después de los deslizamientos de tierra de Haiyuan (China), la tragedia de Armero (Colombia) y, según algunas estimaciones, el deslizamiento de tierra de Khait (Tayikistán).
El pico norte del Huascarán, de donde se originó la avalancha, se consideraba inestable desde 1962, cuando un derrumbe menor arrasó con varios poblados del valle del Callejón de Huaylas cerca de Yungay. Sin embargo, el gobierno provincial hizo esfuerzos para evitar que la noticia se difundiera e instó a la gente a no entrar en pánico. El terremoto de 1970 desestabilizó un glaciar y una masa de nieve que cayó rápidamente cuesta abajo, convirtiéndose en un flujo de lodo a medida que acumulaba grandes volúmenes de tierra suelta, rocas y agua superficial. El número de muertos empeoró debido a que el terremoto ocurrió un domingo, ya que miles de personas más se habían congregado en Yungay para ir al mercado cuando el flujo de lodo golpeó y arrasó la ciudad. Luego, el deslizamiento entró en el río Santa y causó grandes daños a medida que fluía río abajo hasta el océano Pacífico, una distancia de 160,9 km, principalmente a través de un estrecho cañón.
Tras el desastre, el gobierno peruano realizó esfuerzos de socorro y planeó trasladar la capital provincial de Yungay a un lugar más seguro en Tingua. Los sobrevivientes se resistieron a la propuesta de reasentamiento y miles se quedaron en un campamento al norte de la ciudad destruida conocida como "Yungay Norte", que finalmente se convertiría en la actual ciudad de Yungay. El gobierno ha prohibido la remodelación o excavación del sitio original de la ciudad, donde se ha establecido un monumento para conmemorar a los muertos. Aunque la mayor parte de Yungay quedó completamente arrasada por el terremoto y el flujo de lodo, todavía se pueden ver en la zona algunos restos, incluida la catedral y el cementerio en ruinas.
Aunque Yungay se encontraba fuera del camino directo de la avalancha, el aluvión era tan grande que superó las barreras geográficas naturales que protegían la ciudad, cuya ubicación se consideraba segura anteriormente. El Servicio Geológico de los Estados Unidos declaró que "posiblemente, tal evento no vuelva a ocurrir durante miles de años".: 20 

## Antecedentes

### Geografía y geología
Debido a su terreno accidentado, alta elevación y ubicación en una zona sísmica activa, el Callejón de Huaylas, o el valle superior del río Santa, históricamente ha sido vulnerable a grandes deslizamientos de tierra y avalanchas. Huascáran, el pico más alto de los Andes peruanos, se eleva a una altitud de 6757 m al este del valle. El río Llanganuco, afluente del río Santa, desagua en un barranco en el flanco noroeste del Huascáran y corta un camino empinado hacia el suroeste para unirse al río más grande, formando un abanico aluvial en un amplio valle cerca de su desembocadura. Debido a los suelos fértiles y la disponibilidad de agua superficial, el área se había cultivado durante cientos de años y albergaba muchas aldeas pequeñas. El sitio original de la ciudad de Yungay era un área elevada al noreste del río Santa y al noroeste del río Llanganuco; estaba fuera del valle de Llanganuco, con una loma baja (cerro de Aira) separando los dos.

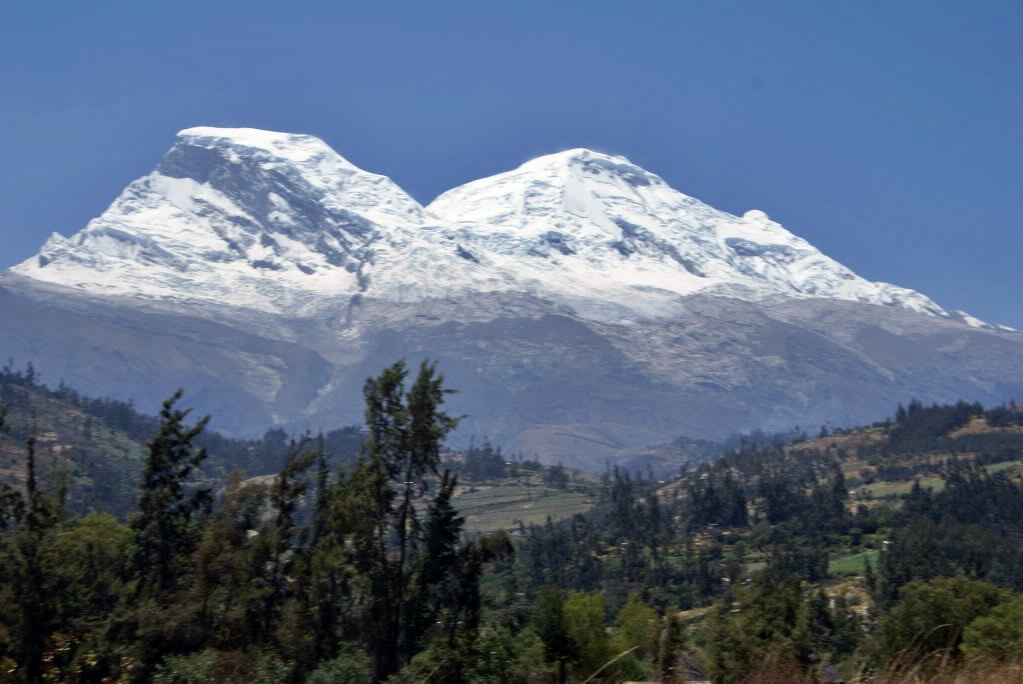
Vista del Nevado Huascarán desde Yungay

Los depósitos de escombros de origen Holoceno forman el abanico aluvial del río Llanganuco y subyacen al lecho del río Santa a profundidades de cientos de metros en algunos lugares, lo que indica que tales flujos se han producido aquí regularmente durante miles de años. La evidencia geológica indica que el propio Yungay fue "probablemente construido sobre un depósito de flujo o avalancha". El nombre de la aldea cercana de Ranrahirca significa "montón de piedras arrojadas" en quechua, lo que sugiere que se han observado avalanchas de escombros en el valle desde la antigüedad. Estos flujos destructivos de nieve, hielo, barro y rocas se denominan localmente huaycos.: 426 
El lado noroeste de Huascarán ha sido llamado "una de las áreas cubiertas de hielo más inestables de la Cordillera Blanca". Entre los muchos glaciares y campos de hielo permanentes en Huascarán se encuentra el "Glaciar 511" ubicado debajo de la cara casi vertical del pico norte de Huascarán. El glaciar llena la cabecera de la quebrada Armapampa, muy empinada, que finalmente desemboca en el río Llanguanuco. Debajo del morro del Glaciar 511, el terreno desciende en una pendiente promedio de 23 grados (en algunos lugares supera los 70 grados), con una caída vertical total de 3000 m antes de llegar a los valles de pendiente más suave debajo, creando condiciones ideales para que cualquier gran masa de roca que cae se mueva sin obstrucciones a alta velocidad.

### Yungay antes del desastre
A finales de la década de 1960, la población permanente de Yungay era de alrededor de 4000 o 5000 personas, que crecía mucho en los días de mercado y de iglesia cuando miles de visitantes llegaban de los pueblos circundantes. Con la notable excepción de la enorme catedral de piedra en el centro de la ciudad, la ciudad consistía predominantemente en estructuras de adobe y madera de dos o tres pisos con techos de tejas pesadas, que datan del período colonial español. Este frágil parque de viviendas, típico de las estructuras en otras partes del valle del Río Santa, era altamente vulnerable a la actividad sísmica. Otras características destacadas de Yungay incluían la céntrica plaza de armas rodeada de palmeras, que albergaba eventos como la fiesta de Santo Domingo, y el cementerio elevado, que en realidad se construyó sobre un túmulo funerario preincaico que puede ser tan antiguo como de 10 000 años.
En los años previos a 1970, Yungay se había convertido en uno de los destinos turísticos más populares del Perú debido a su pintoresca ubicación, arquitectura y proximidad a Huascarán y la laguna de Llanganuco. Yungay había sido golpeado por un desastre en 1872, lo que implica una avalancha al menos igual a la magnitud del evento de 1970.

### Avalancha de Ranrahirca de 1962
El 10 de enero de 1962, parte del glaciar 511 se derrumbó, lo que provocó que 10 millones de m³ de roca, hielo y nieve se estrellaran contra el río Llanganuco. El deslizamiento destruyó nueve aldeas y mató a más de 4000 personas. Todo el pueblo de Ranrahirca, que se construyó sobre el abanico de Llanguánuco al borde del camino de deslizamiento, fue aplanado; unas 2.900 personas murieron solo en Ranrahirca.: 121  Los residentes recibieron poca o ninguna advertencia, ya que pasaron menos de cuatro minutos desde el comienzo del deslizamiento antes de que el flujo llegara al río Santa. Todo en el camino de la ola fue destruido y los cadáveres fueron arrastrados hasta el Océano Pacífico, 100 km río abajo.
Este deslizamiento no fue causado por un terremoto, ni tampoco otros siete grandes avalanchas y flujos de escombros que ocurrieron en el valle de Santa entre 1940 y 1970. Más bien, el glaciar se había fracturado por su propio peso. Debido a la pendiente pronunciada de la roca subyacente y la lubricación por el derretimiento de los glaciares, no había nada que impidiera que el hielo se deslizara cuesta abajo a gran velocidad. A raíz de este y otros desastres relacionados con los glaciares en la región de Ancash, en particular las inundaciones repentinas de lagos glaciares que destruyeron partes de Huaraz en las dos décadas anteriores, el gobierno nacional había tratado de impulsar la "zonificación de peligros" que limitaría el desarrollo en caso de inundaciones y zonas de avalanchas. Sin embargo, estos esfuerzos fueron en gran parte infructuosos debido a la resistencia de los lugareños, que temían la interrupción económica y cultural que resultaría de la reubicación forzosa.

### Observaciones y controversias posteriores a 1962
En septiembre de 1962, el Instituto de Tecnología de Massachusetts patrocinó una expedición glaciológica para evaluar las consecuencias del deslizamiento de Ranrahirca. Los escaladores estadounidenses David Bernays y Charles Sawyer observaron, a raíz de este deslizamiento, "una enorme losa vertical de roca socavada por el glaciar 511" planteando la amenaza de un colapso mucho mayor. El acantilado que sobresalía tenía hasta 1000 m de altura en algunos lugares y la roca se describió como "fracturada de manera generalizada". Aunque el riesgo para Yungay era remoto, la ciudad podría verse amenazada si una "avalancha lo suficientemente grande" se extendiera sobre la cordillera al este.: 150  Los hallazgos de los estadounidenses fueron informados el 27 de septiembre de 1962, en el periódico Expreso, bajo el título "Avalancha dantesca amenaza a Yungay".

"Los montañistas y científicos... [proporcionaron] una revelación dramática de que una avalancha gigantesca tres veces mayor que la de Ranrahirca amenaza con desalojar, poniendo en peligro a Yungay, Mancos y el sitio propuesto donde planean reconstruir el devastado Ranrahirca... Se espera que las autoridades tomen medidas preventivas para salvar la vida de las florecientes poblaciones del Callejón de Huaylas".: 149 

Las autoridades locales ordenaron que se retirara esta información y disuadieron a los ciudadanos de hablar sobre la amenaza, para evitar el pánico: "Cualquiera que hablara a favor de las conclusiones de los estadounidenses sería acusado en virtud del Código Penal por perturbar la tranquilidad pública".: 149  Se solicitó al director de la Comisión Regional de Lagos, Miguel Eliás Pizarro, que "brinde un análisis pericial". Pizarro "desestimó las declaraciones de los montañeros estadounidenses como extravagantes, apresuradas y desinformadas" y afirmó que Yungay no corría peligro, ya que estaba fuera del camino del deslizamiento de 1962.: 150  Según los informes, Bernays y Sawyer fueron amenazados con arrestarlos y pronto huyeron del país.: 150  Antes de eso, Bernays había asistido a una reunión pública en Huaraz donde calificó la cobertura de Expreso como "exagerada", aunque no negó la posibilidad de que una avalancha lo suficientemente grande pudiera afectar a Yungay.: 150 
Este mismo glaciar sería el origen del colapso mucho mayor que destruyó Yungay ocho años después.

## Terremoto y deslizamiento de tierra

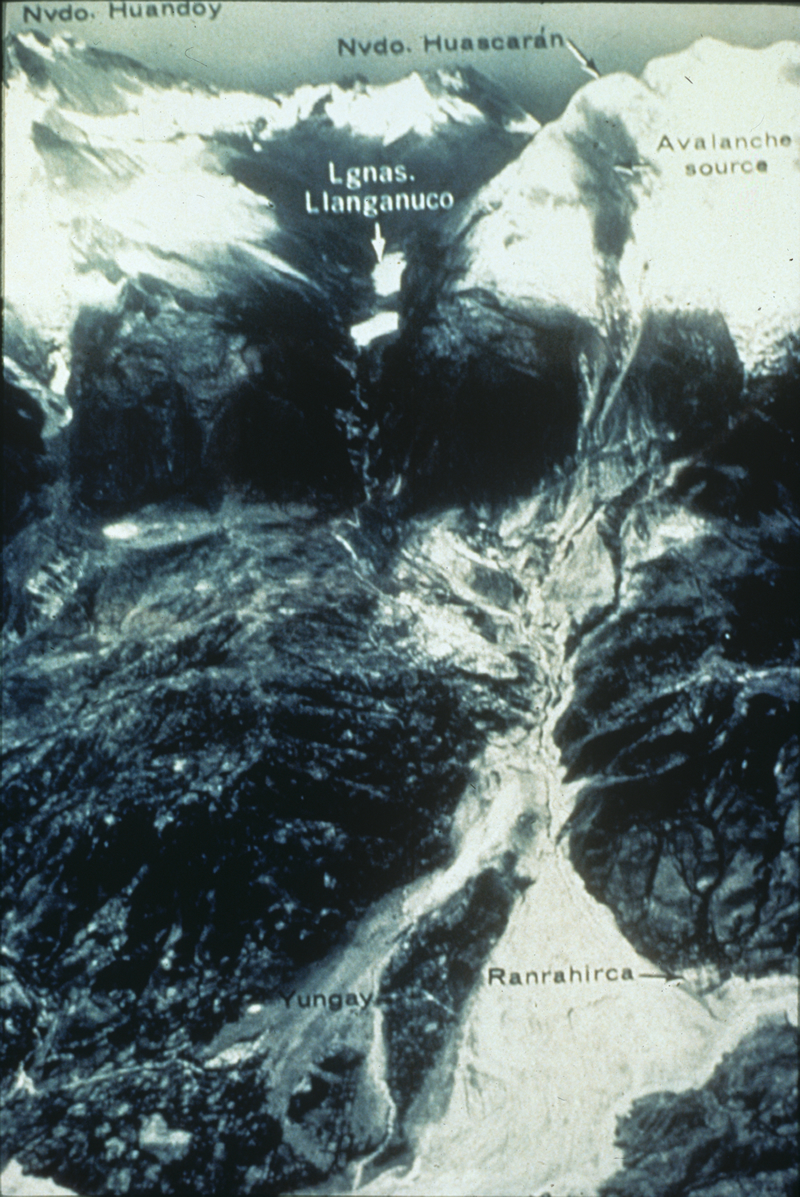
Vista aérea del daño, que muestra el punto de origen en Huascarán y abanicos de escombros en el valle de abajo.

A las 15:23 del domingo 31 de mayo de 1970, el terremoto de Ancash (también conocido como el Gran terremoto de Perú) sacudió la costa de Perú con una magnitud de momento de 7,9. El temblor desalojó una losa de roca de unos 800 m de ancho desde la cara occidental del pico norte de Huascarán, a una altitud de aproximadamente 5600 a 6200 m.: 83  El desprendimiento de rocas ocurrió casi inmediatamente después de que comenzara el temblor, y los testigos compararon el sonido con un disparo o explosión.: 279  La caída provocó una "enorme nube oscura de polvo" que rápidamente bloqueó la vista desde abajo.
La roca cayó unos 600 m verticalmente: 302  antes de aterrizar en el Glaciar 511 y deslizarse casi 3 km por su superficie, acumulando un gran volumen de nieve firme a medida que avanzaba. El volumen inicial de la avalancha de rocas y hielo fue de al menos 25 millones de m³ y creció rápidamente en tamaño a medida que caía por el empinado valle de Llanganuco, recogiendo grandes volúmenes de tierra, morrenas glaciales sueltas, agua y árboles arrancados de raíz. Con suelos de área saturados cerca del final de la temporada de lluvias, y la gran cantidad de nieve y hielo raspados de la superficie del glaciar, la avalancha se licuó rápidamente en un flujo de lodo fluido y rápido.
El volumen máximo del flujo de lodo fue de hasta 0,1 km³, y alcanzó velocidades de hasta 435 km/h. Algunos proyectiles de escombros lanzados antes del flujo principal pueden haber superado los 1100 km/h. Según un informe del Servicio Geológico de Estados Unidos. Publicado el mismo año, el flujo de lodo pudo haber alcanzado su velocidad inusualmente alta debido al "flujo con colchón de aire", una mezcla de nieve, hielo y aire atrapado que permitió que la mayor parte del material flotara esencialmente sobre el terreno. La aceleración inicial de la masa por la superficie glacial de baja fricción también fue un factor importante, catapultando el material cuesta abajo a una velocidad mucho más alta que si se hubiera deslizado sobre roca desnuda o tierra.: 84 

### Destrucción de Yungay
En Yungay, la gente salió corriendo después del terremoto; muchos acudieron en masa a las iglesias para refugiarse y orar. La mayoría de los edificios de la ciudad fueron dañados o destruidos por el terremoto, aunque las bajas iniciales fueron bajas en comparación con el flujo de lodo que siguió. El flujo de lodo golpeó Yungay, a 13 km (8,1 millas) del origen de la avalancha, aproximadamente 1 minuto, 42 segundos después de que comenzara el terremoto.: 163  Aunque la colina de casi 200 m del Cerro de Aira se encontraba entre Yungay y el valle de Llanganuco, el flujo de lodo golpeó la cresta a una velocidad lo suficientemente alta, unos 170 km/h – esa parte saltó sobre la cresta, primero destruyendo las aldeas de Shillkop, Aira y Ongo antes de descender sobre Yungay.
Una gran ráfaga de aire precedió al flujo de escombros, seguida de una lluvia de rocas y escombros grandes antes de que golpeara la ola principal semilíquida. La ráfaga de viento fue "lo suficientemente fuerte como para arrojar a la gente al suelo y, en algunos lugares, derribar árboles". Rocas gigantes "rebotaron y rodaron" hacia Yungay, dejando enormes cráteres en el suelo y aplanando edificios que aún no habían sido destruidos por el terremoto. El propio flujo de lodo fue descrito por los sobrevivientes como "rodante", "como una ola" o "un movimiento confuso rodante". Debido a la velocidad del flujo, no hubo tiempo para evacuar. Prácticamente todas las estructuras hechas por el hombre en Yungay, excepto unas pocas en las afueras, fueron destruidas y miles de personas murieron instantáneamente. El sobreviviente Mateo Casaverde describió así la escena:

«Escuchamos un ruido profundo, diferente al terremoto, pero no tanto. Venía de Huascarán y vimos entre la montaña y Yungay una nube gigante de polvo. El terremoto había provocado una avalancha. Parte de Huascarán estaba cayendo[...] Se podía ver una ola gigante de barro gris, de unos 60 metros de altura, a punto de golpear el lado izquierdo de la ciudad. Esta ola ciertamente no era polvo[...] El cielo se oscureció, alrededor. Yungay y sus muchos miles de habitantes habían desaparecido.»

### Efectos en otros lugares
La mayor parte del flujo de lodo se dirigió directamente hacia el río Llanganuco, que formó el camino más directo para el deslizamiento. Los pueblos de Incayoc y Huashau, más cercanos a la base de Huascarán, fueron los primeros golpeados. Un grupo de escaladores checoslovacos que subían a la montaña murieron cerca. Toda el área del delta de Llanganuco fue destruida, incluida la ciudad reconstruida de Ranrahirca, donde se estima que murieron 1800 personas. "Un número desconocido, pero probablemente grande, de víctimas adicionales se produjo en otras partes de la extensa área cubierta por el lóbulo de los escombros". Como había ocurrido en Yungay, enormes rocas fueron arrojadas cientos de metros a través del valle, destruyendo todo a su paso. El peñasco más grande encontrado en el deslizamiento, cerca del sitio de Ranrahirca, pesó 14 000 toneladas.
El deslizamiento hizo una represa en el río Santa, lo que provocó que retrocediera en un lago de 2 km de largo. El material viajó hasta 83 m verticalmente por la orilla opuesta, destruyendo parte de la aldea de Matacoto, antes de retroceder y caer al río con un rugido atronador.: 297  Los sobrevivientes describieron la moción como "como una ola en la orilla".: 297  En treinta minutos, la presa de deslizamientos de tierra se desbordó y los escombros y el lodo fluyeron río abajo durante unos 100 km a velocidades de hasta 35 km/h, causando daños a lo largo de las orillas del río.
En Caraz, a 11 km río abajo de Yungay, el aeropuerto y gran parte de las tierras agrícolas circundantes se inundaron, y se destruyó un puente vial en Choquechaca. También resultó destruida la presa de la central hidroeléctrica Cañón del Pato, aunque la propia central resultó ilesa.: 12  En Huallanca, debajo del Cañón del Pato, el río supuestamente se secó durante una hora después del terremoto, debido a su bloqueo temporal río arriba, y luego se elevó abruptamente 20 m (65,6 pies) de su lecho. Después de que el agua retrocedió, se encontraron "decenas de cadáveres, vehículos y otros materiales artificiales" depositados en la zona de inundación.: 13  Grandes secciones del ferrocarril y la carretera entre Huallanca y Chimbote fueron enterradas o arrasadas, cortando el acceso a la región.: 13 
Según se informa, el río tardó ocho o nueve días en atravesar completamente la presa de escombros y restaurar su curso original.

## Bajas y pérdidas

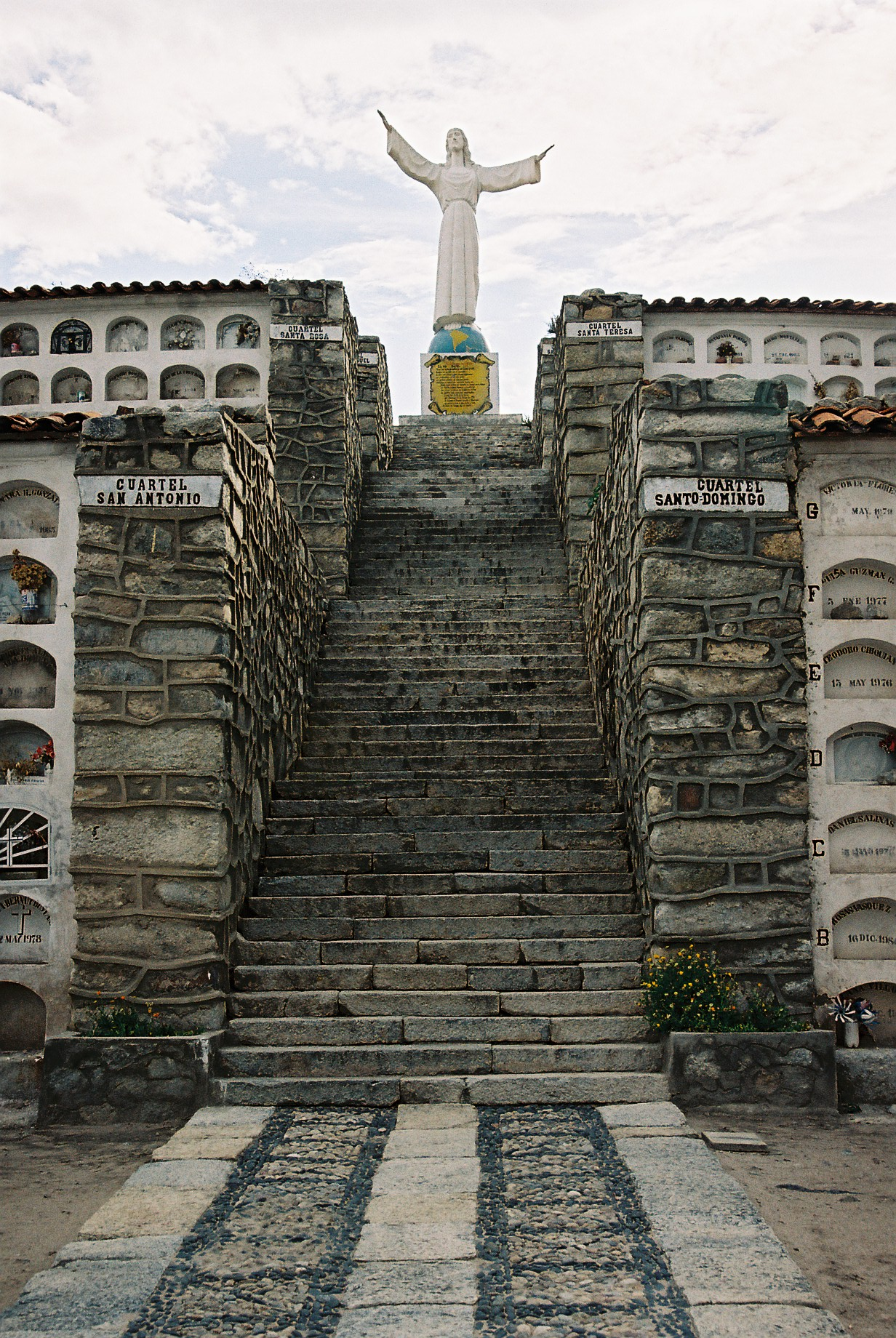
Nivel superior del cementerio de Yungay y estatua del Cristo Redentor; Mucha gente buscó refugio aquí cuando el flujo de lodo golpeó la ciudad.

El número de muertes por la avalancha de 1970 ha sido difícil de cuantificar; Debido al gran tamaño del área devastada y la profundidad a la que fueron enterrados los pueblos, nunca se encontraron miles de cadáveres desaparecidos. Además, las bajas en Yungay aumentaron enormemente debido a que el desastre ocurrió el domingo, día de mercado, cuando había llegado mucha gente del campo.: 287  La mayoría de las estimaciones oscilan entre un total de 15000 y 18000 muertos en Yungay y las aldeas circundantes, aunque algunas fuentes citan un número de muertos de hasta 22000 o 25000.
Solo unas 400 personas sobrevivieron en Yungay propiamente dicho, 300 de las cuales eran niños, que habían estado asistiendo a un circo en el estadio local; según se informa, un payaso los condujo a un terreno más alto justo a tiempo antes de que llegara la corriente de lodo. Noventa y dos personas también sobrevivieron escalando una colina artificial en el cementerio de la ciudad. Estas fueron las únicas estructuras de la ciudad que permanecieron intactas, junto con "una estatua de Jesucristo con los brazos extendidos, erguida sobre los escombros". que permanece hoy como un monumento a los muertos. Una fotografía de cuatro palmeras que alguna vez rodearon la plaza principal de Yungay, medio enterradas en el flujo de lodo pero aún en pie, se convirtió en un símbolo del desastre.
Los escombros cubrieron un área total de 1500 hectáreas y alcanzaron profundidades de hasta 20 m en el área de Ranrahirca; en algunos lugares, el flujo se extendió hasta 4,3 km. La ciudad de Yungay fue enterrada bajo unos 5 metros de escombros.: 297 Gran parte del lodo que inicialmente enterró la ciudad se drenó a los pocos días del desastre, dejando una llanura de rocas más grandes que permanece hoy en gran parte en el mismo estado.

## Secuelas

### Esfuerzos de ayuda

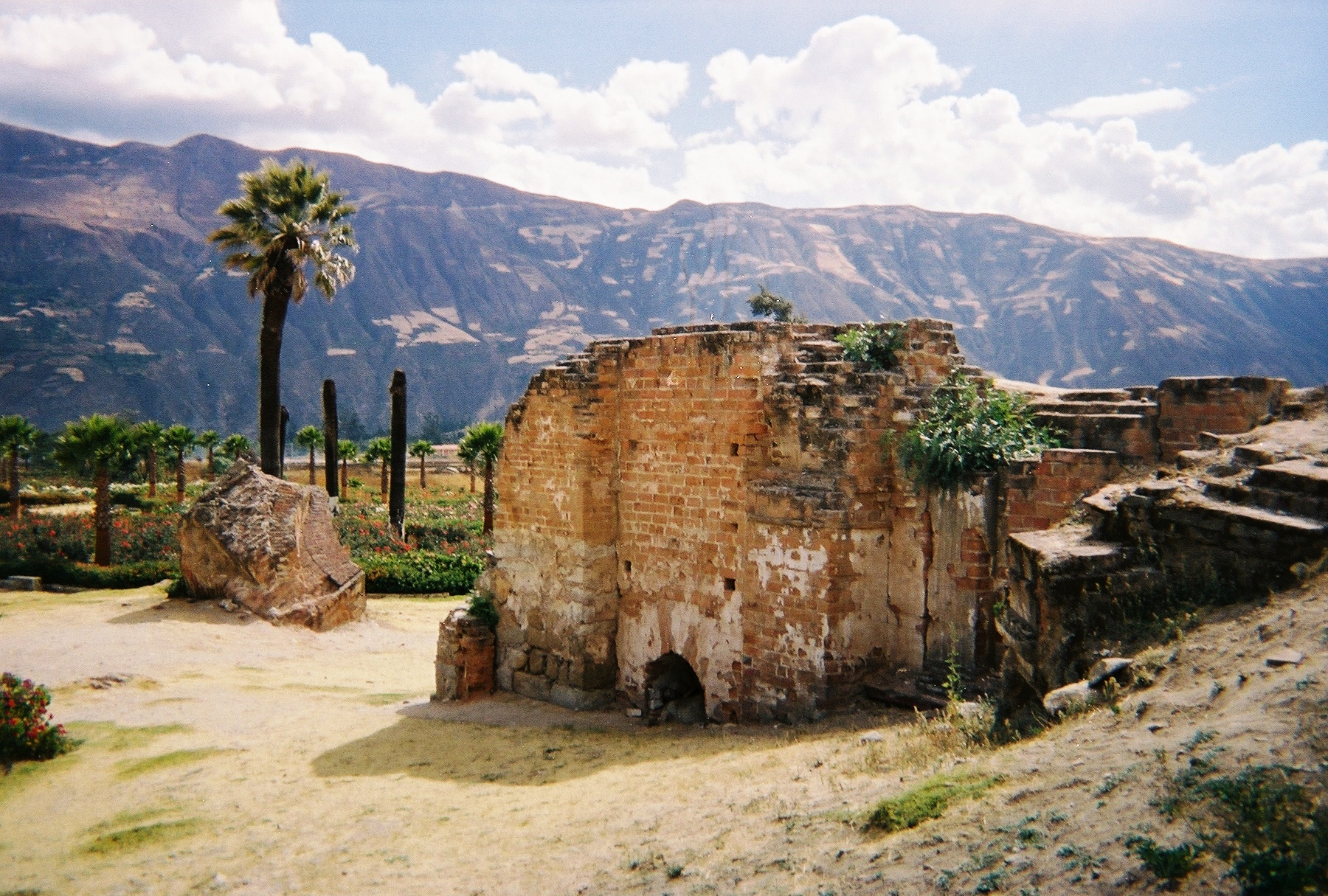
Ruinas de la catedral de Yungay

Debido a la importancia cultural y económica de Yungay como capital de la provincia de Yungay, muchos sobrevivientes no solo de Yungay sino de las aldeas circundantes resistieron los esfuerzos del gobierno para reasentarlos en otros lugares. Un año después del desastre, unos 2.000 supervivientes se habían agrupado en el campo de refugiados conocido como "Yungay Norte", a sólo unos cientos de metros al norte de la ciudad destruida. Aunque esta ubicación era mucho más segura contra deslizamientos de tierra que la antigua Yungay, estaba geográficamente limitada: "el personal de ayuda especuló que si la capital de la provincia se reubicaba allí, pronto superaría el área segura y se extendería a zonas peligrosas".: 110 
El gobierno nacional creó la Comisión de Reconstrucción y Rehabilitación de la Zona Afectada (CRYRZA) para supervisar los esfuerzos de ayuda y reconstrucción en las áreas afectadas por el terremoto de Ancash. Poco después del desastre, las autoridades supervisaron la reparación de los sistemas de riego de Yungay que habían sido destruidos por el flujo de lodo. Sin embargo, la producción agrícola del año todavía estuvo muy por debajo de lo normal.: 109  Los esfuerzos de socorro se vieron obstaculizados por los daños en carreteras y puentes en terrenos accidentados; "Fueron necesarios dos o tres días para que los suministros llegaran al alto valle del Santa por carretera desde el aeropuerto de Lima".: 426 
Hubo controversia sobre la distribución de la ayuda, ya que los habitantes urbanos sentían que no estaban recibiendo suficiente en comparación con los campesinos indígenas. El presidente Juan Velasco Alvarado vio el desastre como "una oportunidad única" para llevar a cabo su agenda, que apuntaba a borrar las brechas socioeconómicas en provincias rurales como Yungay."Para la élite urbana acostumbrada a las ventajas sobre la población indígena, la igualdad era una propuesta insidiosa". Sin embargo, para los habitantes rurales, "fue una oportunidad única de movilidad social en un escenario fronterizo".: 68 

### Reconstrucción

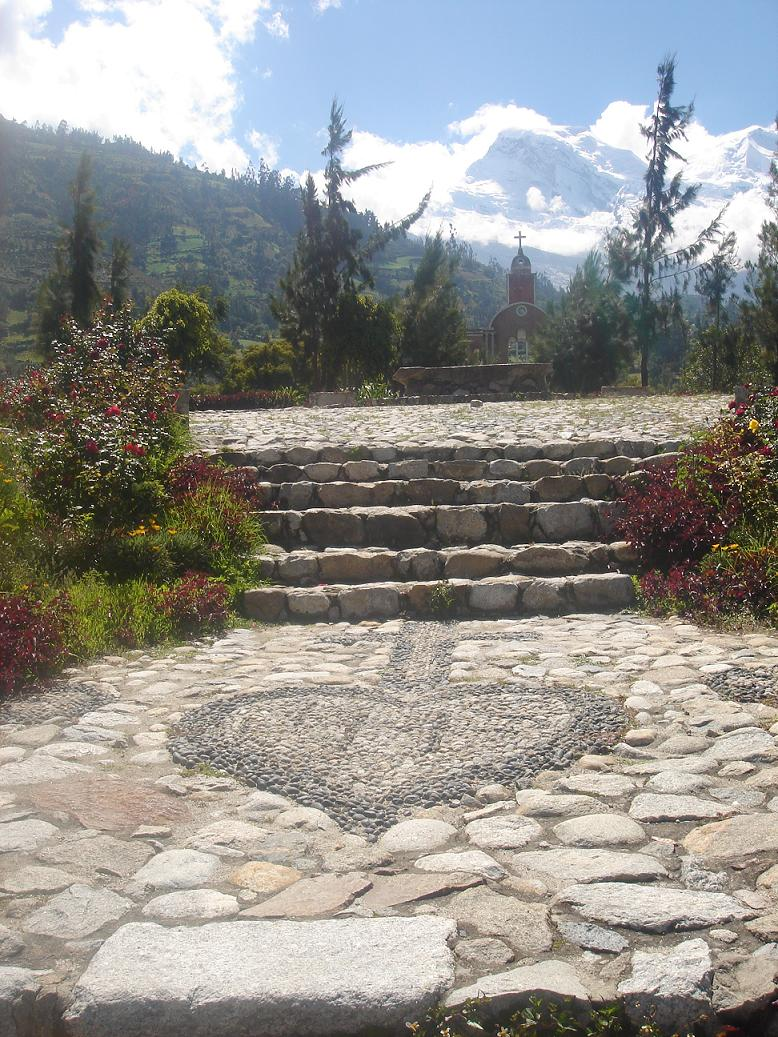
Monumento en Yungay Viejo y vista del Huascarán.

En noviembre de 1970, las autoridades anunciaron planes para trasladar la propia capital provincial a un lugar llamado Tingua, a 15 km (9,3 millas) de distancia. Este plan fue mal recibido, estando lejos de los campesinos que dependían de los mercados de Yungay para vender sus productos y venían al pueblo para funciones religiosas. Tal arreglo también dejaría a la población urbana sin fuentes cercanas de alimentos, bienes e ingresos (provenientes del alquiler de tierras agrícolas). "El sitio de Tingua para la nueva capital habría interrumpido los patrones sociales, económicos y políticos tradicionales de interrelaciones dentro de la capital, así como entre los sectores rurales y urbanos de la sociedad. Los líderes yungainos estaban decididos a evitar este proyecto disruptivo a toda costa".: 111 
Finalmente, el gobierno nacional inició la construcción de una ciudad permanente en Yungay Norte, con una importante asistencia internacional. Para 1975, Yungay Norte se conocía simplemente como "Yungay", y el sitio de la ciudad destruida se conocía como "Yungay Viejo". La nueva ciudad ya contaba con luz, agua corriente, clínicas, escuelas, iglesia y vivienda permanente.: 114–115  A principios de la década de 1990, Yungay se había recuperado a su población anterior a la avalancha. La composición social del pueblo cambió por completo, especialmente porque un gran número de sobrevivientes del viejo Yungay terminaron mudándose a ciudades costeras, para ser reemplazados por migrantes de áreas rurales.
El gobierno peruano declaró el sitio de Yungay un cementerio nacional, Camposanto. Se prohíbe cualquier excavación para recuperar a los muertos o buscar artefactos. En el lugar se ha construido un monumento con la forma de la fachada original de la catedral, un altar de piedra y un gran jardín conmemorativo y un obelisco. Algunos supervivientes han erigido lápidas en los lugares de sus antiguos hogares. Los visitantes aún pueden ver una parte del muro de la catedral, el túmulo funerario y la estatua de Cristo, las cuatro palmeras en la plaza central y los restos de un autobús.
A raíz del desastre, el gobierno nacional aumentó considerablemente los fondos para la mitigación y prevención de los peligros relacionados con los glaciares. El 31 de mayo también fue declarado Día nacional de educación y reflexión sobre desastres, en honor a las víctimas del terremoto y la avalancha.

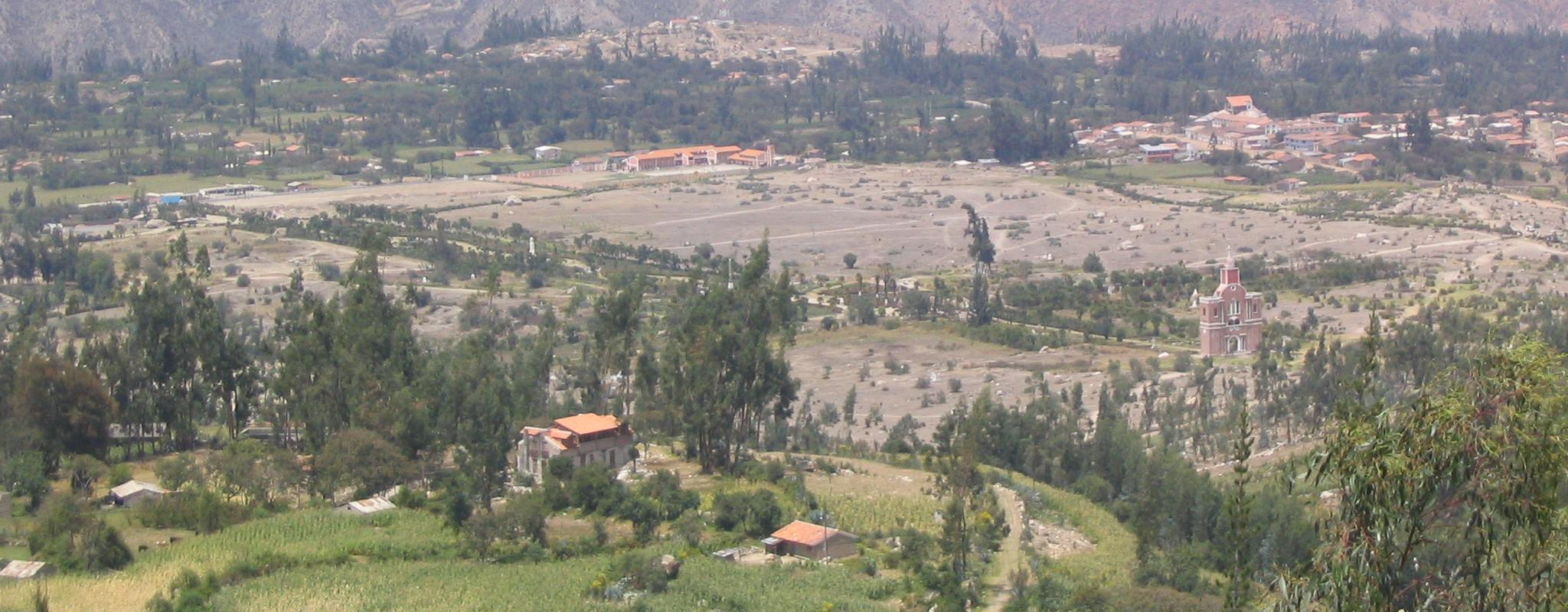
Vista panorámica del casco antiguo, que muestra la extensión del monumento.